# Крістос Вілер
Крістос Вілер (грец. Χρήστος Γουίλερ, нар. 29 червня 1997, Лімасол, Кіпр) — кіпрський футболіст, фланговий захисник клубу АПОЕЛ та національної збірної Кіпру.

## Клубна кар'єра
Крістос Вілер народився у місті Лімасол і є вихованцем місцевого клубу «Аполлон». У складі першої команди Вілер дебютував 27 жовтня 2014 року. Згодом він також вийшов в основі у матчі групового турніру Ліги Європи. Та закріпитися в команді Крістос так і не зумів. У 2016 році він відправився в оренду у клуб «Карміотісса». А влітку 2017 року підписав контракт з іншим клубом зі свого рідного міста - АЕЛ.
У зимове трансферне вікно 2020 року Вілер перейшов до клубу з Нікосії АПОЕЛ.

## Збірна
З 2012 року Крістос Вілер грав з юнацькі та молодіжну збірні Кіпру. 19 листопада 2019 року у матчі відбору до Євро 2020 проти команди Бельгії Вілер дебютував у складі національної збірної Кіпру.